# Milkshake (singel)
Milkshake – piosenka R&B stworzona na trzeci album studyjny amerykańskiej piosenkarki Kelis pt. Tasty (2003). Wyprodukowany przez The Neptunes, utwór wydany został jako pierwszy singel promujący krążek dnia 25 sierpnia 2003 roku.

## Listy utworów i formaty singla
- ; Ogólnoświatowy digital download

1. „Milkshake” – 3:05

- ; Amerykaski 7" vinyl

1. „Milkshake” – 3:05
2. „Milkshake” (Instrumental) – 3:05

- ; Amerykański promo 12" vinyl

1. „Milkshake” (X-Press 2 Remix) – 9:30
2. „Milkshake” (DJ Zinc Remix) – 5:59
3. „Milkshake” (Album Version Club Mix) – 3:06

- ; Europejski maxi-singel CD

1. „Milkshake” – 3:05
2. „Milkshake” (X-Press 2 Tripple Thick Vocal Mix) – 9:30
3. „Milkshake” (DJ Zinc Remix) – 5:59
4. „Milkshake” (Freq Nasty’s Hip Hall Mix) – 6:24
5. „Milkshake” (Tom Neville Mix) – 6:26
6. „Milkshake” (Music video) – 3:11

- ; Europejski promo 12" vinyl

1. „Milkshake” – 3:05
2. „Milkshake” (Acapella) – 2:57
3. „Milkshake” (Instrumental) – 3:05

## Pozycje na listach przebojów
| Kraj/region               | Notowanie (2003/2004) | Wydawca              | Najwyższa pozycja |
| ------------------------- | --------------------- | -------------------- | ----------------- |
| Australia                 | Top 100 Singles       | ARIA Charts          | 2                 |
| Austria                   | Top 75 Singles        | Ö3 Austria Top 40    | 38                |
| Belgia ( Flandria)        | Ultratop 50           | Ultratop             | 10                |
| Belgia ( Region Waloński) | Ultratop 40           | Ultratop             | 33                |
| Holandia                  | Dutch Top 40          | MegaCharts           | 6                 |
| Irlandia                  | Top 50 Singles        | IRMA                 | 1                 |
| Niemcy                    | Top 100 Singles       | Media Control Charts | 22                |
| Stany Zjednoczone         | Billboard Hot 100     | Billboard            | 3                 |
| Stany Zjednoczone         | Hot Dance Club Songs  | Billboard            | 1                 |
| Stany Zjednoczone         | Hot R&B/Hip-Hop Songs | Billboard            | 4                 |
| Szwajcaria                | Top 100 Singles       | Schweizer Hitparade  | 22                |
| Wielka Brytania           | UK Singles Chart      | OCC                  | 2                 |

## Historia wydania
| Region            | Data              | Format           |
| ----------------- | ----------------- | ---------------- |
| Stany Zjednoczone | 25 sierpnia 2003  | digital download |
| Australia         | 24 listopada 2003 | digital download |
| Nowa Zelandia     | 24 listopada 2003 | digital download |
| Szwecja           | 24 listopada 2003 | digital download |
| Wielka Brytania   | 24 listopada 2003 | digital download |
| 5 stycznia        | singel CD         |                  |